# Космонавтика України

Космонавтика України — сукупна інфраструктура та діяльність України у сфері надання космічних послуг, а також у космічній промисловості.

## Основні досягнення
Українські конструктори, вчені та науковці зробили значний внесок у розвиток світової космічної науки.
Українські вчені розвинули ідеї міжпланетних перельотів, та проробляли теорії ракетної техніки. Вітчизняні підприємства посідали й продовжують обіймати передові місця світової космонавтики. Провідну роль в цьому відіграє Південний машинобудівний завод та КБ Південне в Дніпрі. На їх потужностях виготовлено понад 400 штучних супутників Землі.

## Ракетно-космічна галузь
До української ракетно-космічної галузі входить майже 40 великих підприємств та багато малих і середніх підприємств-розробників і незалежних науково-дослідних лабораторій. Провідним центром серед них є конструкторське бюро «Південне» та виробниче об'єднання «Південний машинобудівний завод» у місті Дніпро, де сконструйовано й вироблено понад 400 штучних супутників Землі, створюють та серійно виробляють ракети-носії, космічні апарати, системи керування, орієнтації і траєкторних вимірювань.
Великими досягненнями вітчизняних фахівців стало створення космічних апаратів «Січ-1», «Океан-О», «АУОС» та «Мікрон», ракетоносіїв «Зеніт-3SL», «Дніпро», «Циклон-3». Україна відома також, апаратурою стикування «Курс» для Міжнародної космічної станції, системами прицілювання ракет, апаратурою систем керування для космічних комплексів «Союз», «Прогрес», «Протон», унікальними об'єктами наземної інфраструктури: контрольно-коригувальними станціями для глобальних навігаційних супутникових систем, мережею спостережень геофізичних явищ.

## Історія

### Радянський період
З часу початку робіт над створенням ракет носіїв військового та цивільного призначення, повсюдно використовувались ресурси України й підприємства постійно робили вагомий внесок в успіхи радянської космічної програми. Так, українські підприємства й організації «Комунар», «Арсенал», «Моноліт», Євпаторійський космічний центр брали участь з підготовки запуску першого штучного супутника Землі, виведеного на орбіту 4 жовтня 1957 року.
З початку 60-х років підприємства України почали розробку і виробництво систем керування, бортової автоматики й інших систем і приладів для космічних об'єктів і комплексів.
Успіхи підкорення космосу Радянським Союзом були б неможливі без українського конструкторського бюро «Південне». Саме на «Південному» розробляли космічні ракети разом із бойовими міжконтинентальними балістичними ракетами.
Діяльність конструкторського бюро «Південне» у сфері наукових досліджень почалася 1961 року з розробки космічних апаратів «Метеор» і «Стріла». 1962 року ракета-носій «Космос» вивела на орбіту перший супутник дніпровської розробки ДС-2, а в 1967 році ракетою-носієм «Космос» на орбіту було виведено орієнтований в атмосфері супутник «Космічна стріла».

### Перші роки незалежності
Після розпаду СРСР, Україна стала без'ядерною державою (Будапештський меморандум) отже балістичні ракети стали непотрібними. Постало питання в доцільності збереження такої витратної галузі машинобудування як космічна. Складне економічне становище в країні, призвело до того, що треба було ухвалювати рішення оскільки галузь була на межі руйнування. Завдяки політичній волі та здоровому глузду, ця високотехнологічна галузь була збережена. 29 лютого 1992 року, Указом Президента при Кабінеті Міністрів України, було створено Національне космічне агентство України. Попри оголошення Україною без'ядерного статусу, демонтаж розташованих на території України міжконтинентальних бойових ракет, зняття їх з бойового чергування, та переорієнтацію ракетно-космічного комплексу винятково на мирні цілі, чимало експертів досі називають «Південне» одним з лідерів світового бойового ракетобудування.
Україна відома в світі власними автоматизованими системами для запуску апаратів в космос. Відсутність потреби в перебуванні людей під час підготовки носія до запуску, взято за зразок виробниками новітньої ракетно-космічної техніки.
Це відповідно сприяє налагодженню співпраці з українськими підприємствами як для переймання досвіду, так і для участі в спільних проєктах. У 1995 році, приміром, «Південне» і виробниче об'єднання «Південмаш» спільно з партнерами зі США, Російської Федерації та Норвегії почали впровадження проєкту «Морський старт». Йдеться про використання плавучого космодрому. З платформи, розташованої у Тихому океані біля острова Різдва, почали здійснювати комерційні запуски. Українсько-російська ракета-носій «Зеніт-2» виводила на орбіту супутники зв'язку, розвідки тощо.
Сьогодні на початку ХХІ століття, Україна відома на світовому ринку власною космічною продукцією: ракетами-носіями «Зеніт-3SLBФ», «Дніпро»; космічними апаратами «Січ» і «АУОС»; супутниками радіоелектронної розвідки, апаратурою стикування «Курс» для Міжнародної космічної станції; системами прицілювання ракет, апаратурою систем керування для космічних комплексів «Союз», «Прогрес», «Протон»; унікальними об'єктами наземної інфраструктури: радіотелескопом РТ-70 (знаходиться на території окупованої АР Крим), контрольно-коригувальними станціями для глобальних навігаційних супутникових систем, мережею спостережень геофізичних явищ.
Космічна галузь є невід'ємною складовою національної економіки, а космічна діяльність України є важливою частиною міжнародних зусиль з дослідження та використання космічного простору.

## Розвиток космонавтики в Україні
Україна — визнана у світі космічна держава. Вона належить до числа провідних країн на ринку космічних послуг і технологій. До української ракетно-космічної галузі входять близько 40 великих підприємств та значна кількість малих та середніх підприємств-розробників і незалежних науково-дослідних лабораторій. Провідним центром серед них є конструкторське бюро «Південне» та виробниче об'єднання «Південний машинобудівний завод» у м. Дніпрі. Там створюють та серійно виробляють ракети-носії, космічні апарати, системи керування, орієнтації і траєкторних вимірювань. Великими досягненнями українських фахівців, стало створення космічних апаратів «Січ-1», «Океан-О», «АУОС» та «Мікрон», ракетоносіїв «Зеніт-3SL», «Дніпро», «Циклон-3».
Україна бере участь у міжнародних проєктах зі створення носіїв Antares та VEGA.
Підприємства галузі зробили значний внесок для розвитку світової космічної науки. Зокрема, на Південному машинобудівному заводі в Дніпропетровську сконструйовано і виготовлено понад 400 штучних супутників Землі. Великий внесок в освоєння космічного простору зробили такі видатні вчені країни, як С. Корольов, В.Челомей, М. Янгель, Ю. Кондратюк, В. Уткін.

## Сучасність

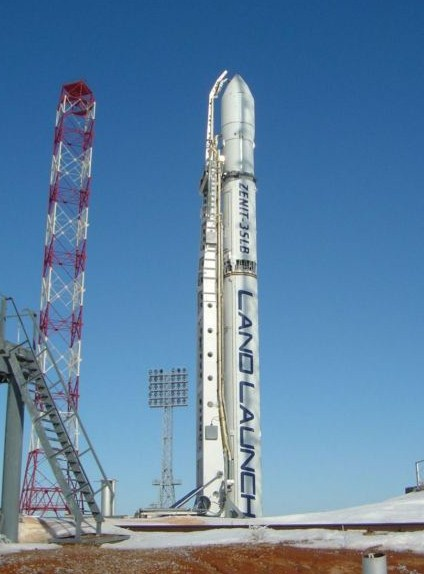
Зеніт-3SLБ на стартовому майданчику

### Пілотована космонавтика
Перший космонавт України Леонід Каденюк здійснив свій політ 19 листопада 1997 року, у складі міжнародного екіпажу на американському космічному кораблі «Columbia». У 2012—2013 рр. велися переговори про можливість польоту українського космонавта, як члена експедиції на борт МКС за рахунок російської квоти. На підготовку й політ потрібно ~130 млн доларів. В перспективі такий політ був можливий після 2013 року. Однак, після погіршення двосторонніх відносин між Україною та Росією, та складним економічним становищем питання зняте з повістки дня. Плани польотів на американських, чи китайських кораблях відсутні.
Разом з тим український носій Зеніт-2 в майбутньому може використовуватися для пілотованих пусків, адже для цього він і проєктувався. З підвищенням рівня надійності носія та з появою необхідності, його можна в невеликі терміни пристосувати для цього завдання. Постійно ведеться робота над поліпшенням статистики пусків й відпрацюванням ракети.
25 травня 2012 року заступник керівника Роскосмосу Віталій Давидов повідомив, що Роскосмос може почати випробування нового перспективного пілотованого космічного корабля на космодромі Байконур за допомогою ракет-носіїв «Зеніт» і «Протон», якщо нова ракета-носій «Ангара» не буде готова. Перспективний корабель, який робить РКК Енергія, ракета «Союз» підняти не зможе. Відразу розробники передбачали, що якщо не буде ракети «Русь-М», то можливо до цього треба почати випробування корабля на Байконурі з використанням наявних ракет «Зеніт» і «Протон».
За словами заступника керівника Роскосмосу Віталій Давидова, теоретично це можливо зробити, про що Роскосмос вже неодноразово говорив з представниками РКК «Енергія» (розробник перспективного пілотованого корабля).

| "Ми так і закладали, що якщо у нас не буде спеціального носія ("Ангари") до цього моменту (до 2013 року), то ми використаємо існуючі ракети-носії. У майбутньому він (корабель) повинен літати з космодрому Східний. В перспективі може бути розглянута і «Ангара». |
З 2015 року очікується, що ПТК НП «Федерація» буде випробовуватися на Ангара-5П, але перший запуск подібного носія здійснено з космодрому Наро в Кореї. Варіант використання пілотованого «Зеніта-2» наразі відхилено з політичних мотивів.

### Непілотована космонавтика
Непілотована космонавтика є найбільш розвинутою в нашій державі. Зараз Україна здійснює широку взаємодію з іноземними партнерами. Зокрема, із Європейським космічним агентством, зі Сполученими Штатами Америки, з Російським космічним центром, з Китаєм.
Існує незавершений проєкт з Бразилією Циклон-4, який передбачав використання бразильського космодрому «Алкантара».
Удосконалену космічну ракету Циклон-4М запускатимуть з космодрому в Канаді в провінції Нова Шотландія після 2020 року. Очікує поновлення програма Морський старт та Наземний старт.
Україна є учасником найважливіших міжнародних переговорів в космічній галузі, в тому числі, Договорі про принципи, які регулюють діяльність держав в дослідженні і використанні космосу, разом з Місяцем та іншими небесними тілами (1967), і Угоду про створення спільного наукового і технологічного простору між членами СНД (1995). З часу свого створення, ДКАУ підписала 38 міждержавних і міжвідомчих угод з 16 країнами. Нарешті, Україна є членом більшості міжнародних організацій у сфері космосу, таких як UNCOPUOS (Комітет ООН з мирного використання космічного простору), COSPAR (Світовий комітет з питань космічних досліджень), IADC (Координаційний міжвідомчий комітет з питань забруднення в космосі); вона також є дуже активним членом організацій з нерозповсюдження зброї масового ураження.
Відносно сучасні проєкти стосуються програм Наземний старт, Дніпро, Морський старт — у співробітництві з Російською Федерацією, Антарес - з США і Російською Федерацією і проєкт Циклон-4М з Канадою. Україна також, брала участь в багатьох міжнародних науково-дослідницьких програмах, в тому числі дослідженні з питань космічної біології на станції Мир, вивченні магнітосфери за міжнародною програмою Інтербол і багатьох інших програмах, що ще раз підтверджує науковий, технологічний і промисловий рівень України.

## Міжнародна співпраця
В силу історичних та географічних обставин, Україна в космічній галузі постійно змушена співпрацювати зі світовою спільнотою. Часом це гальмує її розвиток, але переважно саме це, дозволяє розкривати її потенціал найбільш повно.

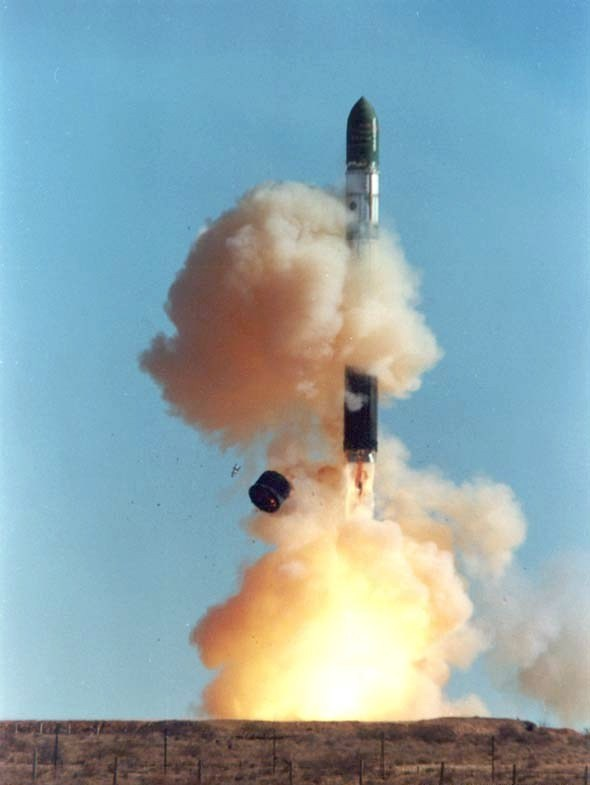
Конверсійна ракета Дніпро

### Україна-РФ

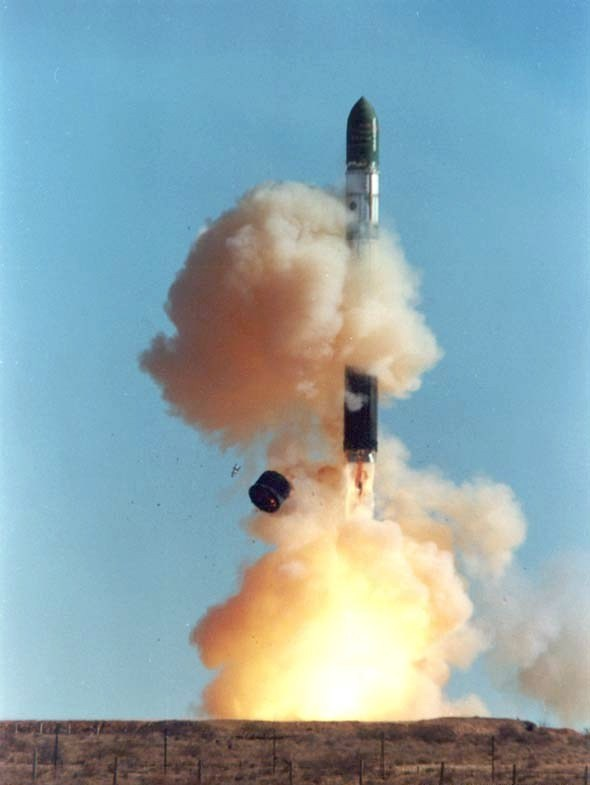
Конверсійна ракета Дніпро

Найбільшим партнером України в космічній сфері до 2014 року була Російська федерація. Це було зумовлено історичними обставинами. Космічна промисловість створювалася в Радянський період, коли кооперація між союзними республіками СРСР була нормальним явищем й що зумовило технологічну прив'язку української космічної галузі до РФ, і навпаки — існує значна залежність РФ від ракетно-космічної галузі України. В цілому, технологічна співпраця в цивілізованому світі є явищем нормальним та закономірним. З розпадом СРСР, Росія почала скорочувати кількість програм за якими здійснюється співпраця з Україною, але це підштовхнуло нашу державу до пошуків інших партнерів.
В проміжку 1999—2015 років саме на українських ракетах-носіях Зеніт-3SLBФ трималася велика частка російських наукових космічних програм — 2 російські наукові космічні апарати серії «Спектр» та АМС Фобос-Ґрунт пристосовані саме під ці носії. Метеорологічні супутники серії Електро-Л запускалися саме Зенітом з Байконуру. Також РФ могла бути зацікавленою в подальшому осучасненні носія Зеніт-3SL для його подальшої комерційної експлуатації. В конструкції все ще є запаси для зниження маси третього ступеня й відповідно, є можливість збільшити масу корисного навантаження на 200—300 кілограм для доправлення на геостаціонарну орбіту.
Крім того програма МАКС у разі її впровадження, одразу значно підтягне промисловість України в космічній та авіаційній сфері. Більше половини складників системи, можуть вироблятися в Україні і лише один з ключових елементів системи — космічний апарат, вироблявся б в РФ.

### Україна-ЄКА
Україна нині віддає перевагу співробітництву з Європейською комісією та Європейською космічною агенцією в межах першої європейської космічної програми, а також участі в програмах GMES та FLPP (перспективні носії виведення). Українські підприємства задіяно в програмі VEGA у співпраці з Фіат Авіа (Італія).
Щодо програми Галілео, то угода між ЄС і Україною визначає багато галузей співробітництва:
- радіочастотний спектр;
- науково-дослідницька і навчальна;
- промислова діяльність;
- розвиток торгівлі і ринку;
- стандартизація;
- сертифікація і регулятивні заходи;
- безпека, відповідальність і відшкодування витрат.

Європейська ракета носій VEGA

Угодою також передбачено створення спільних підприємств задля реалізації програми, використання і розвитку послуг Галілео. До предмету угоди, крім того, входить захист прав інтелектуальної, комерційної і промислової власності у всіх сферах, що мають стосунок до забезпечення і обслуговування програми Галілео для поліпшення співпраці у галузі виробництва.
Крім того, під час Салону в Ле Бурже в 2005 року, було підписано Угоду про стратегічну співпрацю між українським урядом та компанією EADS. Ця угода охоплює 5 можливих галузей співробітництва: авіація, космос, оборона, нагляд за кордонами та безпечний зв'язок.
Провідні європейські аерокосмічні підприємства виявляють живий інтерес до співробітництва з Південмашем в космічних проєктах майбутнього: ракети-носії, супутники, космічні дослідження, гармонізація законодавства, виведення на орбіту, тощо. Впродовж 2005—2010 років відбувалися численні зустрічі між представниками європейської космічної промисловості та Південмашу. Стало очевидно, що відсутність політичних угод між ЄКА і ДКАУ, є перешкодою для широкоформатного співробітництва у космічній галузі між Україною і Європою.
Співголова спільної робочої групи Україна — ЄС з космічних досліджень Хардвіг Бішофф визнає великі можливості України в галузі космічних досліджень і технологій і вважає, що Україна знайде гідне місце в європейській космічній політиці та європейській космічній співпраці. За його словами, передусім йдеться про систему всеосяжного дослідження навколишнього середовища й безпеки — GMES (Global Monitoring for Environment and Security). Х. Бішофф вважає, що навігаційна система Galileo, створювана в Європі, має охопити й терени України. За його словами, зараз тривають переговори про приєднання України до створення такої європейської системи глобальної навігації, яка на відміну від американської системи GPS має цивільне застосування. Також великі можливості для співробітництва існують у галузі космічних наук, у секторі запуску космічних апаратів, вважає представник Єврокомісії. Він також визнає існування проблем на шляху космічного співробітництва. Одна з них полягає в тому, що українській стороні не так легко бути залученою до європейських науково-дослідних програм, а також до європейських консорціумів.
Передусім йдеться про використання антени РТ-70 в Євпаторії для приймання сигналів телеметрії з європейських космічних місій далекого космосу типу «Марс-Експрес», ExoMars Trace Gas Orbiter. Харківський інститут підписав контракт з ЄКА щодо реалізації цього року пілотного проєкту випробування антенних засобів українського виробництва для супроводження космічних місій європейських держав. Якщо буде доведено, що антена є високоефективною, то така робота може стати буденною. Тоді за певним регламентом, антену залучатимуть до приймання сигналів від космічних апаратів, сказав О. Коноваленко.
До європейських космічних проєктів залучається харківський ВАТ «Хартрон», що спеціалізується на виробництві космічних систем керування. Про це сказав директор із розвитку бізнесу англійської компанії НТА Джіангранде Барресі. Орієнтуватимуть на орбіті європейські супутники двигуни українського виробництва. ДКБ «Південне» протягом чотирьох років працювало над створенням унікального розгінного блоку — рідинного ракетного двигуна 4-го ступеня носія VEGA — РД-868Р з тягою 250 кг. Європейці довго обирали та взяли цей двигун, який є найкращим з наявних двигунів із подібною тягою та розмірністю.

### Україна-Бразилія
Україно-бразильська співпраця в космічній галузі почала активно розвиватись з 2002 року. Саме тоді було дано старт проєкту запусків носіїв серії Циклон з бразильського космодрому Алкантара. Цей проєкт дозволив би й надалі використовувати технологічні можливості, що залишилися після завершення експлуатації носіїв Циклон-3. Крім того це мало дозволити зберегти на майбутнє конструкторську школу, що розробляла балістичні ракети, адже носії даної серії базуються саме на конверсійній балістичній ракеті SS-9. Носій Циклон-4 з нового стартового майданчика на екваторі зможе вивести на орбіту значно більше корисне навантаження ніж з Байконуру. Також в рамках проєкту, наші вітчизняні підприємства вироблять низку систем для спорудження стартової установки. Досвід подібних робіт в нашої держави відсутній й це штовхатиме вітчизняну науку та промисловість до подальшого розвитку.
Була створена бінаціональна компанія Alcântara Cyclone Space, що мала займатися наданням послуг запуску в космос українською ракетою. Співпраця в цій високотехнологічній галузі могла стати поштовхом для поглибленої співпраці між державами. Бразилія брала б на себе створення повноцінної наземної інфраструктури, а Україна займалася стартовим майданчиком та власне ракетою.
Проект стикався з гальмуванням через перипетії внутрішньої та зовнішньої політики Бразилії. 2015 року з різних економічних і політичних причин угода про реалізацію проєкту Циклон-4 була розірвана Бразилією в односторонньому порядку. На території космодрому Алкантара залишився недобудований українською стороною стартовий майданчик.

### Україна-США
Співпраця на рівні космічних агентств між Україною та США ведеться здавна. Саме на американському космічному кораблі багаторазового використання в космос в 1997 році полетів перший космонавт незалежної України.
США були одними з ініціаторів і головним джерелом фінансування в межах створення проєкту Морський старт.
Зараз українські підприємства співпрацюють з американською компанією Orbital Sciences Corporation в межах створення носія Antares в рамках програми Commercial Orbital Transportation Services. Українські підприємства Південний машинобудівний завод та КБ Південне використовуючи власні напрацювання за програмою «Зеніт» та «Маяк» змогли в стислі терміни спроєктувати й розпочати виробництво першого ступеня носія. Тепер йдуть розмови про перенесення стадії інтеграції двигунів з США до України. Крім того є імовірність оснащення ракети новим другим ступенем української розробки.

### Україна-Японія
Активна співпраця між Україною та Японією в космічній галузі розпочалася 1 жовтня 2010 року під час аерокосмічного салону «Авіасвіт-XXI», коли відбулося підписання Меморандуму про наміри щодо впровадження спільного проєкту стосовно розробки та експлуатації мікро/наносупутників ДЗЗ задля відпрацювання технологій та проведення дослідження навколишнього природного середовища, ґрунтів, сільськогосподарських ресурсів, визначення перспективних способів моніторингу та оцінки економічної ефективності їх застосування.

### Україна-Китай
У 1995 році було створено Україно-Китайську підкомісію з питань співробітництва у сфері освоєння космічного простору з мирною метою. Відбулося вже сім засідань цього органу. Серед багатьох документів, підписаних Києвом і Пекіном у межах державного візиту в КНР Президента України Віктора Януковича, була і Програма українсько-китайського співробітництва у галузі дослідження та використання космічного простору з мирною метою на 2011—2015 роки. Генеральний директор Державного космічного агентства України Юрій Алексеєв зазначив, що це вже третя п'ятирічна програма, яка містить 52 пункти. Із них близько 35 розраховано на 2011—2012 роки, інші на подальшу перспективу.
Щодо можливості участі України в масштабній та далекосяжній Місячній програмі КНР, Юрій Алексеєв зазначив, що у «Програмі записано: опрацювати питання та розглянути можливість використання досягнень КБ „Південне“ у Місячній космічній програмі Китаю».
Українські чиновники також не раз говорили, що не проти попрацювати з Китаєм, зокрема, стосовно програми освоєння Місяця.
В проміжок з 4 по 6 грудня 2011 року, в Пекіні відбулося Перше засідання українсько-китайської Підкомісії з питань торговельно-економічного співробітництва. В ході візиту до КНР С. О. Баулін відвідав Китайську Національну Космічну Адміністрацію (КНКА), де зустрівся із заступником Голови КНКА паном Ху Яфеном. Під час зустрічі С. О. Баулін та Ху Яфен висловили задоволення розвитком українсько-китайських взаємин в космічній галузі, обговорили стан реалізації Програми українсько-китайського співробітництва в галузі космосу на 2011—2015 роки та можливі шляхи вирішення проблемних питань, які виникають при її реалізації, а також досягли домовленості про проведення Другого засідання Україно-Китайської підкомісії з питань співробітництва в космічній галузі у квітні 2012 року.

### Україна-Індія
Співпраця між українськими й індійськими підприємствами в космічній галузі сягає ще часів СРСР.
За наслідками проведених переговорів з підприємствами космічної галузі України підписано Протокол про наміри щодо співробітництва між ДКАУ та ІКДО в космічній сфері.
Протоколом передбачено розвиток співробітництва за наступними напрямками: створення ракетних двигунів, спільне виробництво деталей та приладів для космічних апаратів, спільні дослідження та виробництво ракетного пального різних типів.
В КБ Південне активно йде робота зі створення ракетного двигуна, що працює на компонентній парі кисень-гас для індійської ракети носія. Ухвалено контракт року на здійснення загалом до 2019 року, вогневих випробувань індійських рідинних ракетних двигунів на дослідно-експериментальній базі Південмашу.

### Інші держави
Активно розвивається співпраця й іншими державами світу. Співробітництво з державами які не володіють космічними технологіями, є чудовим способом просувати власну продукцію та послуги на чималому ринку.
Єгипет виступив замовником на супутник ДЗЗ. КБ «Південне» виграло тендер на будівництво такого супутника та його запуск. Після вдалого виконання всіх умов контракту, Єгипет продовжує співпрацю з вітчизняними підприємствами щодо будівництва наступника.
Алжир також підтримує тісні стосунки з ДКАУ.
Нігерія неодноразово висловлювала бажання співпрацювати з нашою державою в сфері мирного освоєння космічного простору.
Замість Бразилії ведуться спроби відродити проєкт на новому місці розташування в Мексиці, що створює нові передумови співробітництва з країнами Латинської Америки.

## Майбутнє
Україна могла б бути сьогодні одним з дійсних лідерів космонавтики. В Україні народилися й тривалий час вели діяльність видатні творці космічної техніки. Один тільки конструкторський доробок киянина Гліба Лозино-Лозинського давав всі підстави для цього. Він взяв активну участь в проєктуванні реактивних винищувачів МіГ-15 та МіГ-17, а МіГ-21 та МіГ-25 вже значною мірою саме його дітища. З 1965 року Лозино-Лозинський почав працювати на космонавтику, де розробив унікальний напрямок орбітальних легких літаків, першим з яких був одномісний керований орбітальний апарат «Спіраль». З 1976 року в очолюваному Лозино-Лозинським НВО «Молнія (блискавка)» розроблялися орбітальні кораблі «Бор» та «Буран». Наприкінці 80-х років Лозино-Лозинський розробив унікальну багаторазову авіаційно-космічну систему виведення «БАКС», яка й понині випереджає все наявне у світі. Ця система складалася з повітряного аеродрому — українського літака Мрія та пілотованого космічного літака «Блискавка».
В 1994 році ця система БАКС отримала всі можливі нагороди й відзнаки на всесвітньому авіасалоні в Брюсселі. З її допомогою Україна могла б виводити вантажі в космос для різних країн світу в 50 разів дешевше, ніж за наявних варіантів. До того ж виведення орбітального літака в космос, забирало-б не 2 дні, як у «Шатла» (програму закрито через високу аварійність — два з п'яти побудованих багаторазових космічних кораблів, вибухнули) чи «Союзу», а всього 3 години. Окрім того, Україні при використанні БАКСу не потрібен був би стаціонарний космодром. Його призначення виконували б літаки «Мрія».
Велике космічне минуле дає шанс на велике майбутнє. Оскільки більше половини системи «БАКС» виробляється в Україні. В Дніпрі виготовлявся паливний бак, а також в Києві виготовлено літак «Мрія», а другий зразок знаходиться в напів-готовому стані й його можна добудувати одразу для використання як повітряний космодром.
В програмі з освоєння космосу до 2017 року, Україна планувала запустити ще один власний супутник для дистанційного вивчення становища на поверхні землі та в її надрах.
Україна бере участь в американському проєкті «Antares» і будує перший ступінь ракети. Запуски цієї ракети розпочалися 2012 року в США з космодрому Воллопс й робота вітчизняних підприємств виявилася дуже якісною. НАСА зацікавлене в поглибленні співпраці, оскільки це дозволяє ефективніше використовувати кошти, зважаючи на те, що Конгрес США вирішив вкласти більше коштів в розробку власного ракетоносія «SLS».
З Європейським Союзом перспективи більш позитивні. Адже тут Україна за один крок від ратифікації угоди про співпрацю. Також 2013 року, буде нарешті створено систему супутників «Галілео», яка забезпечуватиме навігацію, а в цій програмі Київ також бере участь. Втім Європа також орієнтується на незалежність в галузі космічних технологій, й в перспективі планує замінити українські вироби, пристроями власного ракетного комплексу.
23 серпня 2019 року, в Україні вперше було проведено випробування ступеня ракети-носія. КБ «Південне» провів перше пропалювання третього ступеня ракети-носія середнього класу «Циклон-4». Ракету яку спроєктовано в цьому ж бюро, виготовлено на заводі «Південмаш».
Станом на кінець 2019 року, фахівці КБ «Південне» у м. Дніпрі завершили будівництво льотного зразка космічного апарата ДЗЗ «Січ-2-1» та почали його контрольні наземні випробування. 13 січня 2022 року супутник ДЗЗ «Січ-2-1»  був запущений .

## Провідні організації космонавтики України
- Державне космічне агентство України
- Національний центр управління та випробувань космічних засобів

### Наукові установи
- Українська астрономічна асоціація
- Відділення фізики і астрономії НАН України
- Державне конструкторське бюро «Південне»
- Факультет авіаційних і космічних систем НТУУ «КПІ», згодом Центр авіаційних і космічних систем НТУУ «КПІ»

### Підприємства України у космічній галузі
- Південний машинобудівний завод
- Державне підприємство «Антонов»
- Об'єднання Комунар
- Завод «Арсенал»
- Хартрон
- Українська асоціація високотехнологічних підприємств та організацій «КОСМОС»[10]
- ТОВ "САЄНС ЕНД СПЕЙС"[11]